# Maurice Flitcroft
Maurice Flitcroft (* 23. November 1929 in Manchester; † 24. März 2007) war ein britischer Golfer und Hochstapler.
Flitcroft wurde dafür bekannt, dass er 1976 bei der Qualifizierungsrunde für die British Open mit 121 benötigten Schlägen (in Wahrheit hatte er deutlich mehr Schläge, aber 121 wurden ihm offiziell notiert), 49 über Par, die schlechteste Partie gespielt hat, die das Turnier seit seiner Gründung gesehen hatte. Der damals 46 Jahre alte Maurice Flitcroft hatte sich für das Turnier als Profi angemeldet, ohne jemals zuvor Golf in einem Golfclub gespielt zu haben. Stattdessen trainierte er, autodidaktisch mittels einem Golfanleitungsbuch, am Strand, in Parks, im Hinterhof seines Hauses usw. Die Medien machten aus dem Hochstapler eine kleine Sensation und nannten ihn den „schlechtesten Golfer der Welt“. Die Veranstalter änderten eigens die Regeln der British Open, um ihn an einer erneuten Teilnahme am Turnier zu hindern. Das hielt den selbsternannten Profigolfer aber nicht davon ab, immer wieder unter seinem Namen oder mit Pseudonymen wie Graf Manfred von Hofmannstal, Gerald Hoppy, James Beau Jolly oder Gene Paychecky anzutreten.
Seine Biografie The Phantom of the Open von Scott Murray und Simon Farnaby erschien im Juli 2010 bei Yellow Jersey Press.

## Die 1976 Open Championship
Nach seinen unveröffentlichten Memoiren begann Flitcroft mit dem Golfspielen, nachdem er 1974 die Piccadilly-Weltmeisterschaft im Matchplay gesehen hatte. Flitcroft hatte Golf-Ambitionen, die weit über sein Können hinausgingen. Es gelang ihm 1976, sich als Profigolfer auszugeben und einen Platz in der Qualifikationsrunde der Open Championship zu ergattern – trotz seiner bescheidenen Erfahrung, die nur darin bestand, dass er auf den Spielfeldern in der Nähe seines Wohnortes den Rasen traktiert hatte. Flitcroft erinnerte sich: „Ich war auf der Suche nach Ruhm und Reichtum, aber ich habe nur eines von beiden erreicht“. Inspiriert wurde er von Walter Danecki, einem Postbeamten aus Milwaukee. Danecki nahm, nachdem er von der Professional Golfers' Association of America von der Teilnahme als Profi ausgeschlossen wurde, an der Open Championship 1965 teil. Er hatte der R&A mitgeteilt, dass er ein Profi sei. Walter Danecki benötigte in der Qualifikation 221 Schläge für 2 Runden.
Als Flitcroft erfuhr, dass alle Amateure, die an Wettbewerben teilnehmen, ein offizielles Handicap haben mussten, erklärte er sich kurzerhand zum Profi. Dafür kam ihm der Umstand entgegen, dass Golfprofis kein Handicap haben. Als Amateur hätte er sein Handicap angeben müssen. Durch dieses hätte er aber sein schlechtes Spielniveau offenbart. Da er aber noch nie ein Golfturnier gespielt hatte, er war nicht einmal Mitglied in einem Golfclub, hatte er auch kein Handicap. Und so kreuzte er auf dem Anmeldeformular einfach Profi an. Flitcroft bereitete sich auf das Turnier vor, indem er eine Golf-Anleitung von Peter Alliss studierte, die er aus der örtlichen Bibliothek ausgeliehen hatte. Nach der Lektüre schrieb er Peter Alliss einen Brief, in dem er ihm mitteilte, dass er gerade sein Buch gelesen habe, zusätzlich etwas trainiert habe und nun möchte er bei den British Open antreten, weiß aber nicht wie man sich dort anmeldet. Um Alliss finanziell nicht zu belasten, legte er einen frankierten Rückumschlag bei. Alliss antworte ihm nicht und unterschlug das Rückporto. Darüber hinaus studierte er Lehrartikel des PGA-Meisterschaftsgewinners von 1966, Al Geiberger, und verfeinerte seine Fähigkeiten an einem nahe gelegenen Strand.
Seine Täuschung (und seine Unfähigkeit) wurden aufgedeckt, als es ihm gelang, mit 121 Schlägen, 49 über Par, das schlechteste Ergebnis in der Geschichte des Turniers zu erzielen; einige der anderen Profis, die mit ihm spielten, waren so wütend, dass sie erfolgreich die Rückerstattung ihrer Antrittsgelder verlangten. Die 121 wurden ihm wohlwollend notiert. Tatsächlich hatte er deutlich mehr Schläge. Die Schiedsrichter hörten ab der Hälfte einfach auf zu zählen und notiertem ihm zum Schluss 121 Schläge. Somit war sein offizielles Ergebnis 121 bzw. 49 über Par (Par waren 72 Schläge). Darüber hinaus erteilte ihm die R&A ein lebenslanges Verbot auf allen ihren Plätzen. Es ist verwunderlich, dass es keinen der Profis misstrauisch gemacht hat, dass Flitcrofts Ausrüstung nur aus einer roten Kunstledertasche und einem halben Satz Versandschläger bestand. Des Weiteren war sein bevorzugter Schläger das 4er-Holz, welches er sowohl auf dem Fairway wie auch oftmals beim Abschlag einsetzte. Dies war sehr ungewöhnlich, da ein Golfer, egal ob Profi oder Amateur, für weite Abschläge in der Regel ein 1er-Holz (Driver) einsetzt. Sein Flightpartner sagte später über ihn: „Erst hielt er den Schläger, als wenn er damit jemanden umbringen wollte, dann schlug er den Ball gerade hoch in die Luft, er kam genau vertikal wieder runter und landete gerade mal einen Meter vor ihm.“ Infolge seiner Fähigkeiten wurde er als „The Royal & Ancient Rabbit“ bekannt. Das Turnier gewann Johnny Miller mit sechs Schlägen Vorsprung auf die Zweitplatzierten Seve Ballesteros und Jack Nicklaus.
The Royal and Ancient Golf Club of St Andrews betrachtete den kettenrauchenden Kranführer aus Barrow-in-Furness nach dem Turnier als Staatsfeind Nummer eins und sie beschäftigten sogar einen Handschriftexperten, um sicherzustellen, dass sich Maurice nicht noch einmal für das Turnier anmeldete.

## Vor 1976
Nachdem das Zuhause der Familie Flitcroft nach Ausbruch des Zweiten Weltkrieges am 3. September 1939 zerstört wurde, zog die Familie nach Kendal. Dort trat der junge Flitcroft den Boy Scouts bei und lernte das Zepterwerfen und widmete sich den Sportarten Rugby, Cricket und Leichtathletik. Nach dem Schulabschluss trat Flitcroft der Handelsmarine bei. Nach seiner Heirat ließen er und seine Frau sich in Barrow-in-Furness nieder, wo er als Kranführer auf der Vickers-Armstrongs-Werft arbeitete. Zu anderen Zeiten arbeitete er als Verkäufer von Schuhcreme oder als Eisverkäufer.
In einem Artikel in der Golfonline vom Juli 2006 sagte Flitcroft: „Ich war im Showgeschäft. Ich war mit einer Revue auf Tournee, und ich sprang auf der Bühne in einen Tank, ich war ein Stuntcomedy-Hochspringer. Die Revue tourte durch das ganze Land, und ich tauchte in diesen Tank. Er war nicht ganz aus Glas, nur die Vorderseite, damit die Zuschauer sehen konnten, was unter Wasser vor sich ging.“

## Nach 1976
Nach seiner Einführung in den Prominenten-Golfsport wurde Flitcroft kurzzeitig zu einer C-Prominenz und es wurden verschiedene Golftrophäen – in der Regel solche, die schlechtes Spiel oder ungeheuerliche Missgeschicke feiern – nach ihm benannt. Er hatte auch die Ehre, dass das „Maurice Gerald Flitcroft Member-Guest Tournament“ 1988 vom Blythefield Country Club in Grand Rapids nach ihm benannt wurde. Buddy Whitten, Blythefields Hauptprofi, erklärte: „Es begann als Spaß, aber die meisten Leute können die 90 nicht übertreffen, so dass sie sich mehr mit Maurice identifizieren als mit einem Tournee-Profi. Zum Zeitpunkt des 22. Maurice G. Flitcroft-Mitglieder-Gast-Turniers, das im Mai 2000 stattfand, hatte der Club ein Grün mit zwei Löchern, so dass selbst die kleinsten Annäherungen belohnt wurden. Als ob dies noch nicht genug wäre, hatte ein anderes Grün ein 300-mm-Loch.“
Im Jahr 1988 wurde Flitcroft selbst nach Blythefield geflogen, um an einer Veranstaltung teilzunehmen. Er soll den dortigen Mitgliedern erzählt haben, dass es das erste Mal war, dass er und seine Frau gemeinsam aus dem Haus gingen, seit ihr Gasofen explodiert ist. Whitten sagte weiter: „Es war eine andere Art von Erfahrung, ich hatte noch nie einen Kranführer aus England kennen gelernt. Aber sein Spiel war ein wenig besser geworden, als ich erwartet hatte. Ich glaube, er schoss in den niedrigen 90ern.“ Flitcroft sagte über seine Leistung: „Ich habe nicht so gut gespielt. Einige Fehler hatten sich in meinen Schwung eingeschlichen. Aber ich traf viele gute Schläge.“
Flitcroft spielte weiterhin Golf, wurde aber dazu gezwungen, auf Feldern zu spielen, da er von allen Golfklubs am Ort von den Plätzen verbannt wurde, weil er sich ohne Erlaubnis auf ihr Gelände geschlichen hatte.
Im Jahr 2017 erklärte der Komiker und Schriftsteller Simon Farnaby, der eine Biografie über Flitcroft mitverfasst hat, dass er ein auf dem Buch basierendes Filmdrehbuch schreiben werde, das 2021 verfilmt wurde und unter dem Titel The Phantom of the Open mit Mark Rylance in der Hauptrolle erschien.

## Zitate (Auswahl)
- Practice is the road to perfection (Übung ist der Weg zur Perfektion)[9]
- An open championship should be open to everyone[10] (Eine offene Meisterschaft sollte für alle offen sein)[11]
- See, a mistake, for me, is an opportunity to learn something new about golf. (Sehen Sie, ein Fehler ist für mich eine Gelegenheit, etwas Neues über Golf zu lernen)
- Hasta cojónes (Bis zu den Hoden oder Verpiss dich)[12]